# Pteralopex
Pteralopex es un género de murciélagos megaquirópteros de la familia Pteropodidae. Son propios de las selvas de las Islas Salomón.

## Especies
Se han descrito las siguientes especies:
- Pteralopex anceps K. Andersen, 1909
- Pteralopex atrata Thomas, 1888
- Pteralopex flanneryi Helgen, 2005
- Pteralopex pulchra Flannery, 1991
- Pteralopex taki Parnaby, 2002